# Frederica von Stade – Lieder de Mahler

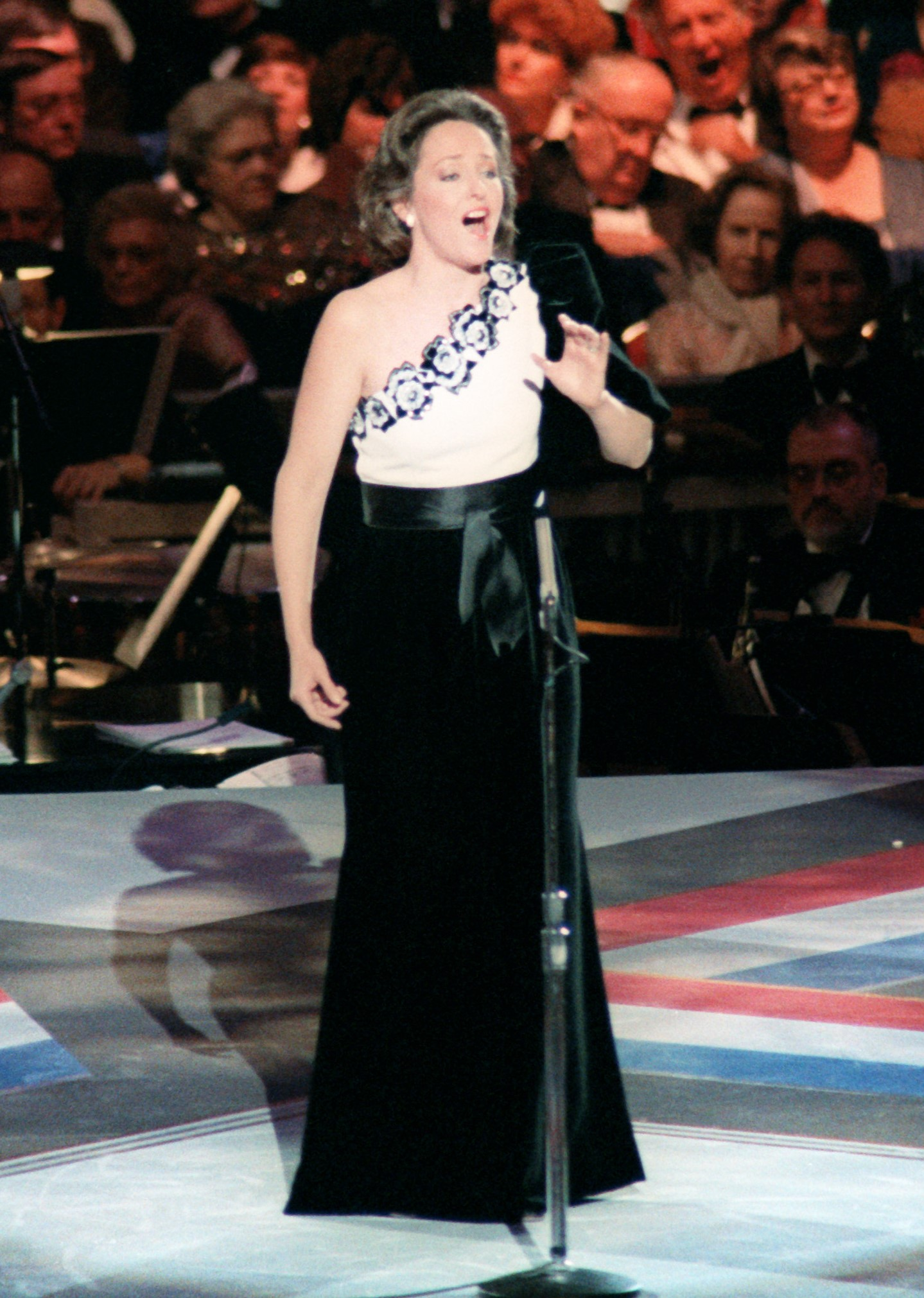
Frederica von Stade

Mahler Songs es un álbum de estudio de 40 minutos en el que Frederica von Stade y la Orquesta Filarmónica de Londres interpretan los Lieder eines fahrenden Gesellen de Gustav Mahler, sus Rückert-Lieder y dos de las canciones de sus Lieder aus "Des Knaben Wunderhorn" con la dirección de Andrew Davis. Fue lanzado en 1979.

## Grabación
El álbum fue grabado con tecnología analógica los días 8, 15 y 16 de diciembre de 1978 en los Abbey Road Studios de Londres. El 14 de diciembre de 1978, von Stade, Davis y la Filarmónica de Londres incluyeron los Lieder eines fahrenden Gesellen en un concierto ofrecido en el Royal Festival Hall de Londres.

## Cubierta
Las versiones en LP y casete del álbum comparten la misma portada, diseñada por Allen Weinberg, con una fotografía de von Stade tomada por Valerie Clement.

## Recepción de la crítica

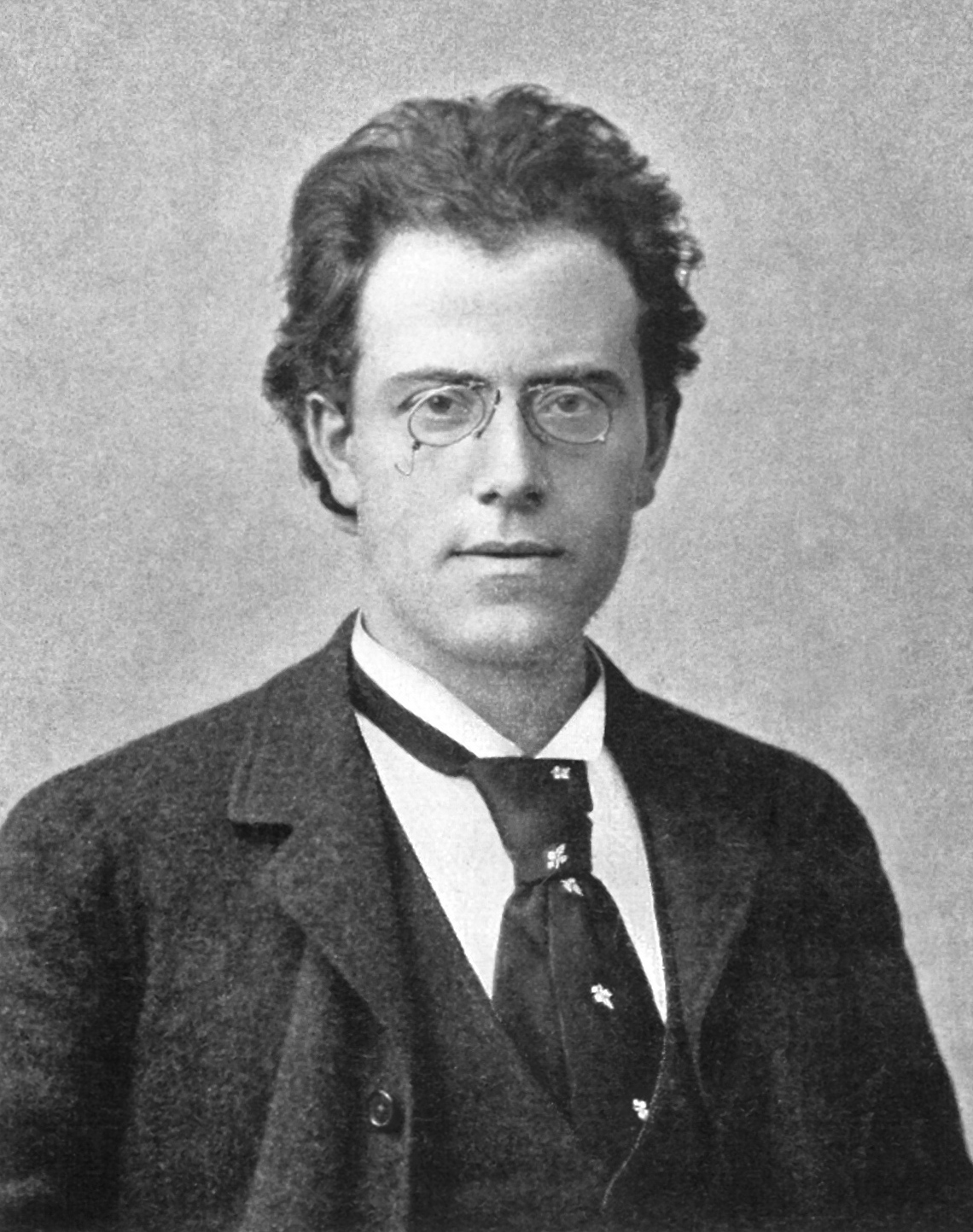
Gustav Mahler en 1892

JB Steane comentó el álbum en Gramophone en noviembre de 1979, comparándolo con grabaciones de algunos de los Lieder de Mahler cantados por Janet Baker, Marilyn Horne, Christa Ludwig e Yvonne Minton. Ninguno de las cinco podía recomendarse inequívocamente, escribió, pero la mejor de ellas era Baker. Su disco no era perfecto, pero era emocionalmente profundo, imposible de olvidar y encantador de escuchar. Era cierto que la Filarmónica de Berlín de Ludwig tocaba mejor que la Nueva Filarmonía de Baker, pero la actuación de Ludwig era inferior a la de Baker tanto en la belleza del tono como en la interpretación. El álbum de Von Stade también resultaba un poco decepcionante, aunque marginalmente preferible al de Horne.
Mahler no había concebido su Rückert-Lieder como un grupo, dejando a los cantantes en un dilema sobre el mejor orden en el que interpretarlos. Horne y von Stade comienzan con "Ich atmet' einen linden Duft", privándose de la oportunidad de poner la canción en un lugar donde tendría "el delicioso efecto de una ventana abierta para dejar entrar aire, luz y fragancia". Podría decirse que también fueron imprudentes al ubicar "Um Mitternacht". Horne lo combinó con "Ich bin der Welt abhanden gekommen", vinculando torpemente las dos canciones más profundas de la colección y desequilibrando así el equilibrio de la obra en su conjunto. Von Stade la cantó antes de "Blicke mir nicht in die Lieder", ensombreciendo así lo que era "quizás la más encantadora y alegre" de las canciones. Ludwig fue más juiciosa. Su elección de apertura fue "Ich bin der Welt abhanden gekommen". Puede parecer extraño comenzar con una pieza sobre la renuncia, pero al comenzar con el más hermoso de los Rückert-Lieder, creó la mejor atmósfera para su interpretación del resto de las canciones. Puso "Liebst du um Schönheit" en segundo lugar, el más soleado "Blicke mir nicht in die Lieder" en tercero y el arcádico "Ich atmet' einen linden Duft" en cuarto lugar. Dejar "Um Mitternacht" para el final significó que evitó la dificultad de decidir qué podría suceder a su "solemnidad y clímax amplio y poderoso".

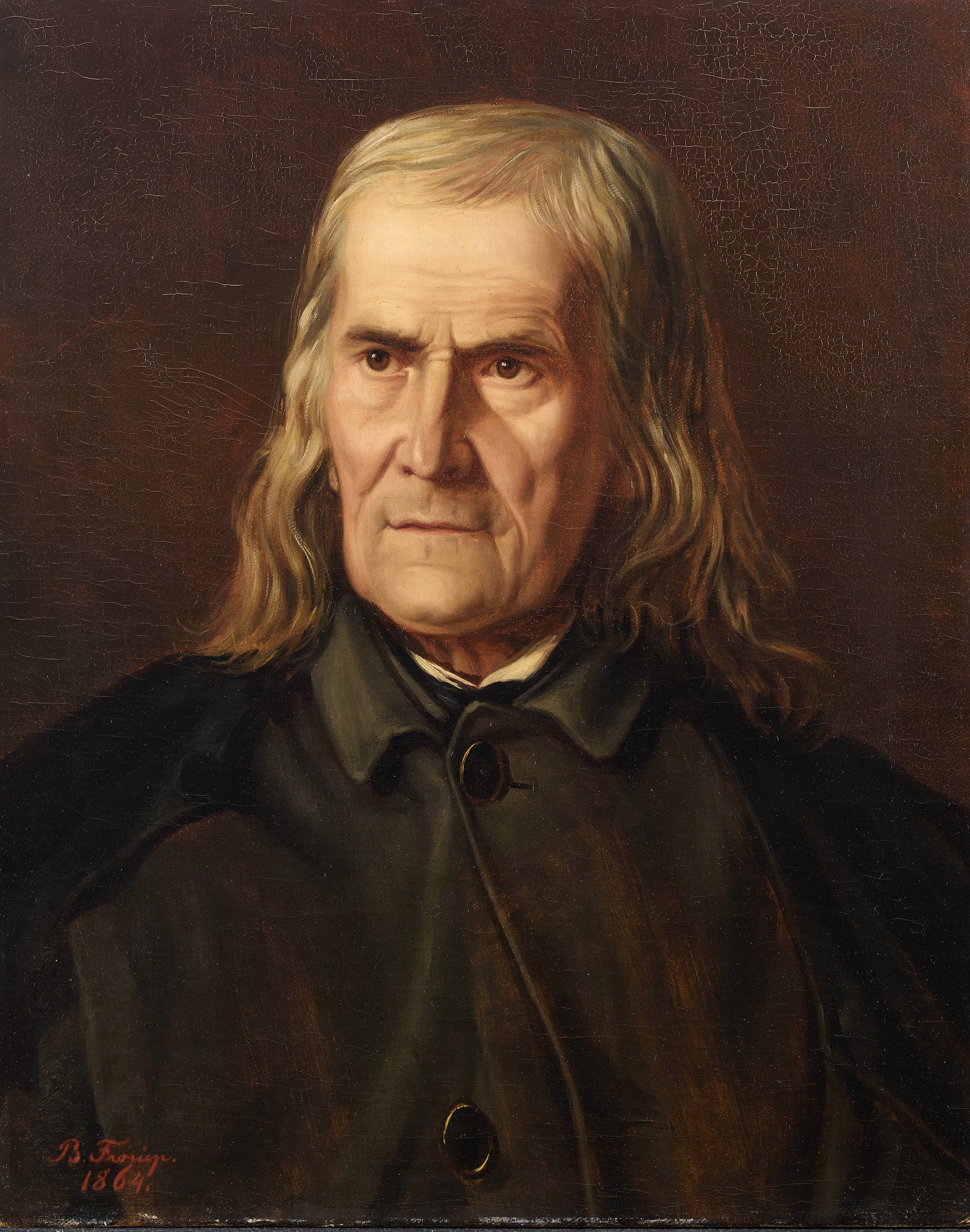
Friedrich Ruckert

Además de su inteligente secuenciación, el disco de Ludwig contó con la ventaja del excelente acompañamiento de la Filarmónica de Berlín. Ninguna de las orquestas rivales resultó tan buena como la berlinesa para transmitir la "quietud y privacidad" de las canciones. Los "instrumentos solistas de Herbert von Karajan se intercalan sobre un fondo inmóvil, oboe, trompa, flauta, cada uno elevando su voz a su vez con la máxima belleza de sonido y sentimiento por la forma de la frase". Horne tuvo un apoyo menos meticuloso de la Filarmónica de Los Ángeles bajo la dirección de Zubin Mehta. La dirección creativa de Andrew Davis provocó una interpretación deliciosa de la Filarmónica de Londres para von Stade, pero la ingeniería de Columbia le negó la misma "sensación de quietud y espacio" que Herbert von Karajan, los berlineses y Deutsche Grammophon le proporcionaron a Ludwig.
El mayor activo del disco de Baker fue su propia contribución. Von Stade, por el contrario, tuvo un mal comienzo con su "Ich atmet' einen linden Duft". Hubo puntos en los que cantó bien: "en 'Ich bin der Welt abhanden gekommen', la frase 'ich sei gestorben' está muy bellamente flotada", y en "Liebst du um Schönheit", aportó más impulsividad a "o ja, mich liebe!" que cualquiera de sus rivales. Pero tuvo capacidad para hacer frente a "Um Mitternacht" satisfactoriamente, y en música más tranquila, a veces era demasiado relajada.
"Um Mitternacht" ciertamente no exigió demasiado a Marilyn Horne, quien la cantó con "algo de la riqueza y profundidad de tono" por la que fue celebrada. Su "Liebst du um Schönheit" tenía cierto cariño, y había una "dulzura aterciopelada" en la forma en que expresaba el consuelo de "und ruh in einem stillen Gebiet" en "Ich bin der Welt abhanden gekommen". Pero la grabación de Decca enfatizó su vibrato y su respiración. La lectura de Christa Ludwig fue poéticamente más efectiva, pero su tono fue algo defectuoso por algunas deficiencias de su producción vocal.

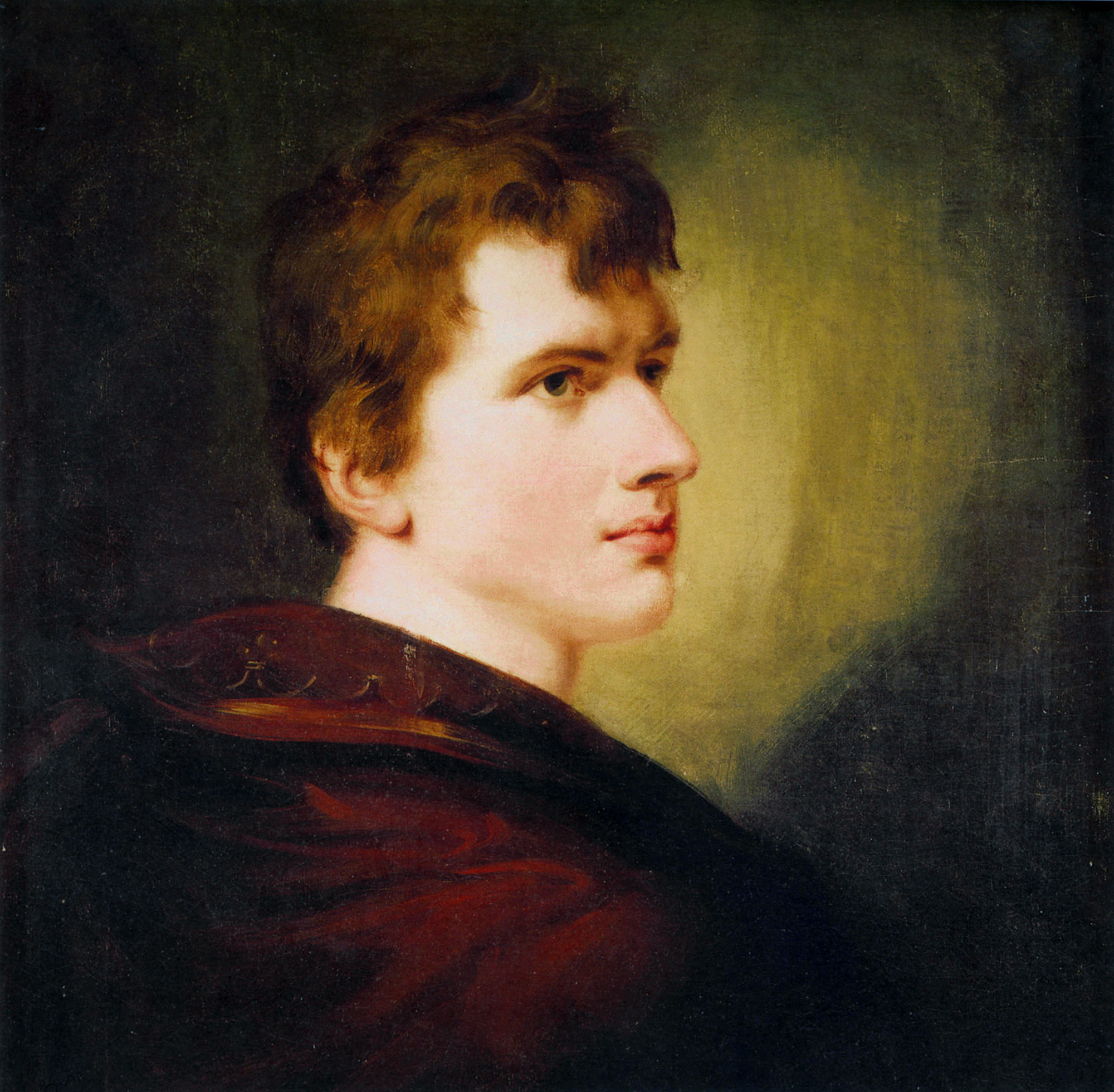
Achim von Arnim, pintado por Peter Edward Stroehling en 1818

Von Stade cantó mejor en el ciclo Gesellen que en los Rückert-Lieder, superando en algunos pasajes incluso a Baker. Al dirigir a Yvonne Minton, Georg Solti provocó un acompañamiento que parecía burlarse del amante rechazado de esa canción: mientras Minton cantaba sobre la angustia, la Orquesta Sinfónica de Chicago de Solti celebraba la perspectiva de la boda por la que Minton estaba de duelo. En "Ich hab' ein glühend Messer", los músicos de Chicago de Solti proporcionaron un virtuosismo sin igual por ninguno de sus competidores. Al igual que "Um Mitternacht", esta canción exigió más de von Stade de lo que pudo ofrecer, aunque compensó su falta de decibelios con "la tensión de su tono en los pasajes más turbulentos". También fue igual de hábil en la primera canción del ciclo, coloreando su voz "con más recursos y emoción". Marilyn Horne fue menos convincente en las canciones del Gesellen que en los Rückert-Lieder, cantando la primera canción con un "efecto línea por línea extrañamente incohesivo".
En la pequeña el "Rheinlegendchen", von Stade contaba la historia con un "tono y estilo desgarbados" que Steane encontró poco atractivo.
El álbum fue criticado favorablemente por Peter G. Davis en el New York Times : "Miss von Stade... suena completamente absorta en el doloroso mundo de nostalgia y arrepentimiento de Mahler, mientras que la belleza bruñida y la frágil vulnerabilidad de su voz se comunican con cada nota. " 

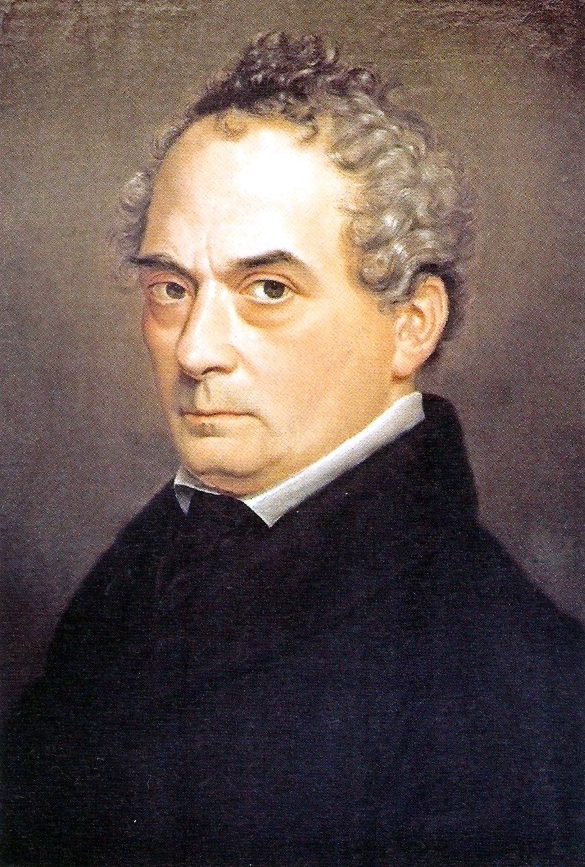
Clemens Brentano, pintado por Emilie Linder (1835).

George Jellinek hizo una reseña del álbum en Stereo Review en octubre de 1980. Frederica von Stade, escribió, era una elección perfecta para cantar Massenet, Mozart o Rossini, y encajaba igual de bien con la atormentada música de Gustav Mahler, con su idiosincrásica mezcla de sencillez y artificio. Sin ser una de las mezzosopranos parecidas a una contralto que generalmente se asignan a la producción vocal de Mahler, von Stade interpreta sus canciones con un tono ligero, minimizando las altas emociones de los Lieder eines fahrenden Gesellen y transmitiendo la inocente ingenuidad de las cancioncillas de Des Knaben Wunderhorn.
Sus frases estaban "claramente articuladas y preparadas con sensibilidad para expresarse", y revelaban las minucias de las partituras de Mahler "con la precisión de un maestro instrumentista". De hecho, había momentos en que sus interpretaciones podían parecer más cuidadosamente preparadas de lo deseable. Por ejemplo, había efectos "cursi" en "Rheinlegendchen" que cautivarían a algunos oyentes pero dejarían a otros deseando que von Stade los hubiera evitado y confiado en su encanto innato.
Técnicamente, su rendimiento está lleno de cosas para disfrutar.
La Filarmónica de Londres la acompañó muy bien, y su habilidad para obtener los colores vibrantes de las partituras de Mahler fue igualada por la del equipo de producción de Columbia. Dirigiendo, Andrew Davis no cometió errores graves, pero podría haberse relajado y sonreír un poco más en "Rheinlegendchen". Su ritmo parecía generalmente sensato a pesar de ser un poco más rápido de lo habitual. Solo en "Um Mitternacht" e "Ich bin der Welt abhanden gekommen" uno sentía que su tempo estaba mal calculado: las marcas de metrónomo más bajas utilizadas por John Barbirolli y Zubin Mehta habían permitido a sus solistas sondear sentimientos más profundos.

### Reconocimiento
En la 23ª entrega anual de los premios Grammy de 1980, el álbum fue nominado a un Grammy a la Mejor Interpretación Vocal Solista Clásica.

## Lista de canciones
Gustav Mahler (1860-1911)
Lieder eines fahrenden Gesellen ("Canciones de un viajero"), compuesta en 1884-1885, orquestada y revisada en la década de 1890; con textos del propio Gustav Mahler
- 1 (3:46) "Wenn mein Schatz Hochzeit macht" ("Cuando mi novia se case")
- 2 (4:22) "Ging heut' Morgen über's Feld" ("Esta mañana fui al campo")
- 3 (3:23) "Ich hab' ein glühend Messer" ("Tengo un cuchillo reluciente")
- 4 (5:29) "Die zwei blauen Augen von meinem Schatz" ("Los dos ojos azules de mi amor")

Lieder aus "Des Knaben Wunderhorn" ("Canciones de 'El cuerno mágico del niño'") compuesta en 1892-1898; con canciones tradicionales recopiladas y editadas por Achim von Arnim (1781-1831) y Clemens Brentano (1778-1842)
- 5 (3:01) "Rheinlegendchen" ("Pequeña leyenda del Rin")
- 6 (2:06) "Wer hat dies Liedlein erdacht?" ("¿Quién pensó en esta pequeña canción?" )

Rückert-Lieder ("Canciones de Rückert"), compuesta en 1901-1902; con textos de Friedrich Rückert (1788-1866)
- 7 (2:17) "Ich atmet' einen linden Duft" ("Respiré un suave aroma")
- 8 (2:28) "Liebst du um Schönheit" ("Si lo que amas es la belleza")
- 9 (6:07) "Um Mitternacht" ("A medianoche")
- 10 (1:37) "Blicke mir nicht in die Lieder" ("No mires a mis canciones")
- 11 (6:22) "Ich bin der Welt abhanden gekommen" ("Me he perdido para el mundo")[1]

## Historial de versiones
Columbia lanzó el álbum en LP en Europa (número de catálogo 76828) y Estados Unidos (número de catálogo M-35863) en 1979 y el 1 de junio de 1980, respectivamente. El LP tenía una hoja con textos y traducciones, y notas de portada (solo en inglés) de Lionel Salter. El álbum también se lanzó en casete (números de catálogo 40-76828 en Europa, MT-35863 en EE. UU.).
En 2012, Newton Classics publicó el álbum en CD con un folleto biográfico de 16 páginas de David Patrick Stearns en su colección de 4 CD Frederica von Stade: Duets, Arias, Scenes & Songs (número de catálogo 8802125). En 2016, Sony publicó el álbum en CD (en una réplica en miniatura de la carátula del LP original) con un folleto de 52 páginas en su colección de 18 CD Frederica von Stade: The Complete Columbia Recital Albums (número de catálogo 88875183412). En solitario el álbum no ha sido lanzado en CD.